# Mark C
O Mark C também conhecido como Medium Mark C Hornet foi um tanque médio dos exércitos britânicos da Primeira Guerra Mundial, mas nunca foi efetivamente utilizado em batalha, pois a guerra havia terminado quando foi finalizada o seu desenvolvimento.

## Referência
- «Especificações do Mark C» (em inglês). wwiivehicles.com. Consultado em 27 de junho de 2014
- Dados da Wikipédia anglófona - Medium Mark C